# Kill grill
Kill grill (ang. Kitchen Confidential, 2005–2006) – amerykański serial komediowy sieci Fox Broadcasting Company. 
Jego światowa premiera odbyła się 19 września 2005 roku. W Polsce serial emitowany był na kanale Kuchnia+. 
Scenariusz oparto na wydanej w 2000 roku autobiograficznej książce Anthony’ego Bourdaina Kitchen Confidential: Adventures in the Culinary Underbelly. 

## Fabuła
Jack Bourdain był już sławnym kucharzem, ale utracił pozycję z powodu uzależnienia od alkoholu. Los dał mu jednak drugą szansę: został szefem kuchni w znanej nowojorskiej restauracji. Musi stworzyć nowy zespół i olśnić klientów.

## Obsada
- Bradley Cooper jako Jack Bourdain
- Nicholas Brendon jako Seth Richman
- John Francis Daley jako Jim
- Jaime King jako Tanya
- Bonnie Somerville jako Mimi
- Owain Yeoman jako Steven Daedalus
- Sam Pancake jako Cameron
- John Cho jako Teddy Wong
- Frank Alvarez jako Ramon
- Frank Langella jako Pino
- Tessie Santiago jako Donna
- Erinn Hayes jako Becky Sharp
- Iqbal Theba jako Iqbal
- John Larroquette jako Gerard
- Andrea Parker jako Suze
- Lindsay Price jako Audrey
- Bitty Schram jako Reese Ryder
- Morena Baccarin jako Gia
- Andrea Martin jako Margie
- Mitch Silpa jako Alfredo